# اندوپلاسم
اندوپلاسم (Endoplasm) به طور کلی به بخش درونی (و دانه‌دانه) سیتوپلاسم یک یاخته (سلول) گفته می‌شود. برخلاف اکتوپلاسم (ectoplasm) که لایهٔ خارجی (غیر دانه دانه) سیتوپلاسم است.